# Witold Kieszkowski

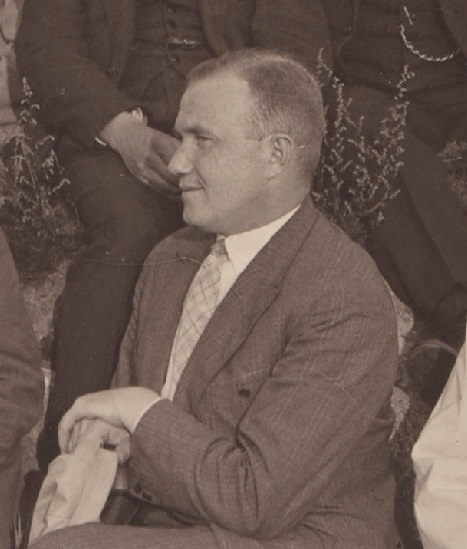
Witold Kieszkowski w Drui podczas badań terenowych.

Witold Kieszkowski h. Krzywda (ur. 25 lutego 1903 w miejscowości Dębino na Podolu, zm. 10 września 1950 w Warszawie) – polski historyk sztuki i archeolog, znawca renesansowej rzeźby i architektury. 

## Życiorys

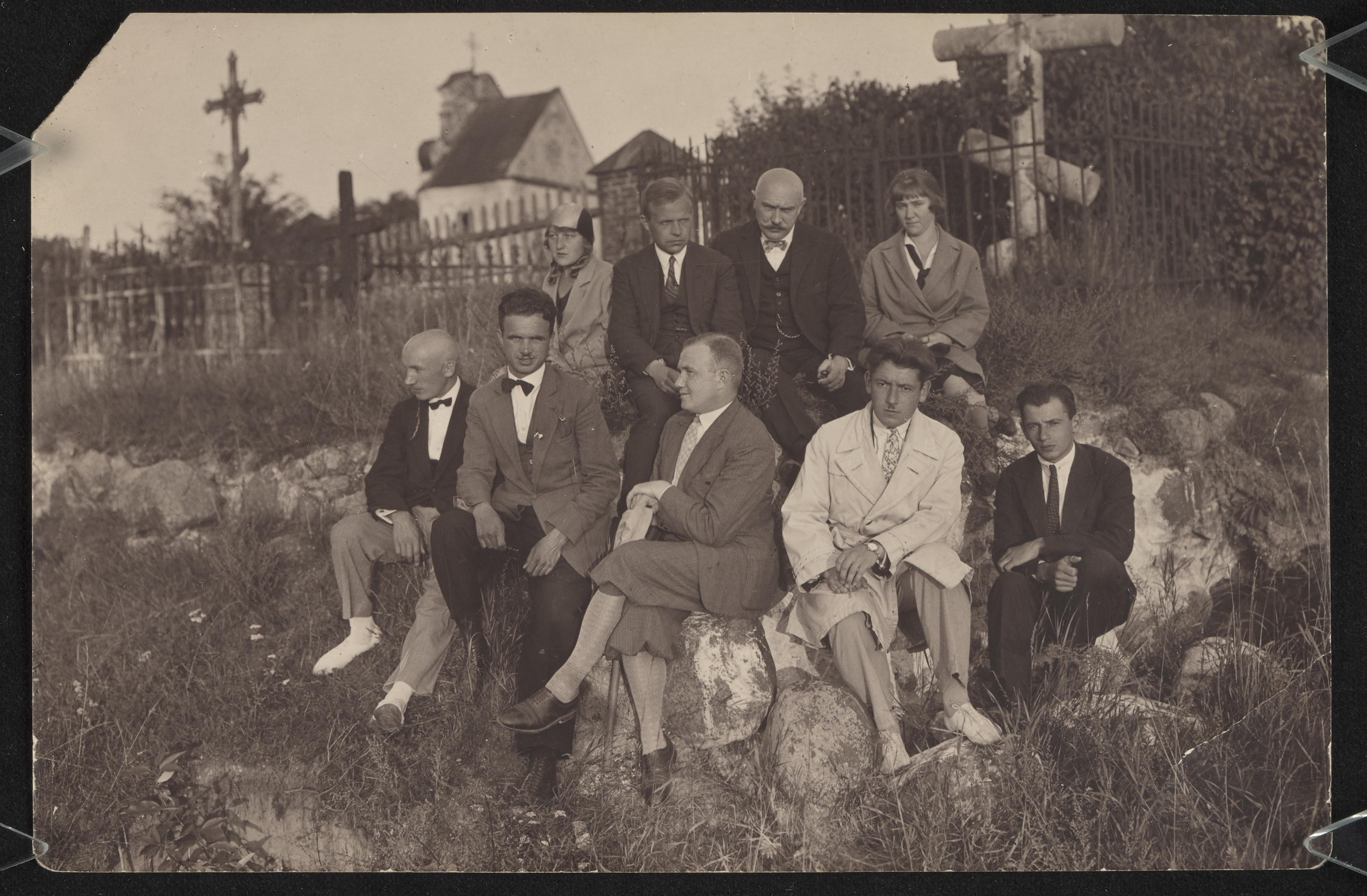
Stanisław Lorentz, Jan Bułhak i Witold Kieszkowski z innymi osobami w Drui na Kresach Wschodnich, podczas badań terenowych.

Urodził się 25 lutego 1903 w miejscowości Dębino k. Hajsynia na Podolu, w ziemiańskiej rodzinie Apolinarego i Franciszki z Bernatowiczów. Dzieciństwo spędził w kresowych majątkach Narajówka i Krzywczunka. W okresie nauki gimnazjalnej działał w Polskiej Organizacji Wojskowej (POW). Po przyjeździe w styczniu 1920 roku do Warszawy zgłosił się jako ochotnik do wojska, biorąc udział w wojnie polsko-bolszewickiej. Po zakończeniu działań wojennych i wznowieniu nauki uzyskał maturę w Gimnazjum im. Zamoyskiego w Warszawie. Początkowo studiował na Uniwersytecie Warszawskim archeologię, a po roku przeniósł się na historię sztuki i został uczniem Zygmunta Batowskiego. Dyplom magisterski uzyskał w roku 1929. W latach 1930–1935 był asystentem Zakładu Architektury Polskiej. W latach 1932–1936 redagował „Biuletyn Historii Sztuki i Kultury”. W latach 1935–1937 był konserwatorem zabytków na woj. warszawskie i białostockie, potem na woj. wileńskie i nowogródzkie, gdzie nadzorując prace m.in. na zamku w Grodnie wprowadzał nowoczesną metodykę archeologii. Z jego inicjatywy prowadzono prace konserwacyjne na zamku w Trokach i w Wilnie. 
Po wybuchu II wojny światowej,  latach 1939–1941 internowany w obozie na Łotwie. Po powrocie do Wilna pod pozorem prowadzenia antykwariatu zabezpieczał polskie dzieła sztuki i starodruki przed grabieżą, oraz prowadził tajne komplety nauczania, za co został aresztowany. 
W 1945 został zastępcą konserwatora generalnego. Zasłużył się w rewindykacji i zabezpieczaniu na Dolnym Śląsku dzieł sztuki wywiezionych przez Niemców z Polski.  W latach 1946–1949 był zastępcą naczelnego dyrektora muzeów i ochrony zabytków w Ministerstwie Kultury i Sztuki. Prowadził badania wykopaliskowe na Ostrowie Lednickim. Przed śmiercią pełnił funkcję kustosza Muzeum Narodowego w Warszawie.
Zmarł w Warszawie. Pochowany na cmentarzu Powązkowskim (kwatera 132-6-1).

## Ordery i odznaczenia
- Krzyż Oficerski Orderu Odrodzenia Polski (29 października 1947)[3]